# Gračanicai kolostor
A gračanicai kolostor (szerb Манастир Грачаница / Manastir Gračanica, albán Manastiri i Graçanicës) vagy az Istenszülő elszenderülése kolostor (szerb Црква Успења Пресвете Богородице) szerb ortodox kolostor Koszovóban, az ország fővárosától, Pristinától délkeletre légvonalban 8, közúton 11 kilométerre, Gračanica (albán Graçanica) városában. Elsősorban az 1315 és 1321 között bizánci stílusban épült, javarészt korabeli freskókkal gazdagon díszített templomáról nevezetes, amely történelmileg a szerb ortodox egyház lipljani, ma gračanicai egyházmegyéjének (eparkhiájának) főtemploma. 2006 óta a világörökségi védelem alatt álló, Koszovó középkori műemlékei gyűjtőnéven ismert négy templom egyike.

## Története

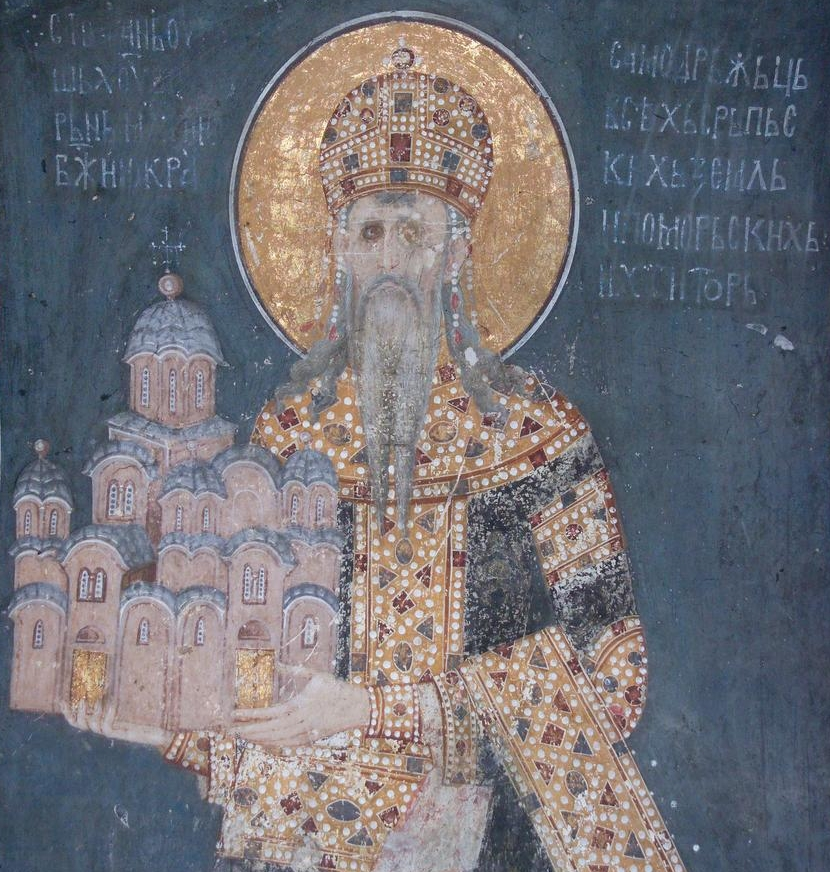
A kolostoralapító II. István Uroš király portréja a gračanicai kolostorban

Régészeti feltárások alapján valószínűsíthető, hogy a közeli Ulpianát sújtó földrengés után, a 6. században egy háromhajós ókeresztény bazilikát építtettek a mai kolostortemplom helyén. A 13. században ennek helyén épült fel a lipljani püspökség főtemploma, amelyet az Istenszülőnek (a Gračanicai Madonnának) szenteltek. E korábbi templom építtetője ismeretlen, keletkezésének ideje az oltár körül fennmaradt freskórészletek alapján 1230 és 1260 közé tehető. A 13. századi templom mindenesetre a következő évszázadra romos állapotba került, amikor a nagy templomépíttető szerb király, II. István Uroš (vagy Stefan Milutin) 1315 és 1321 között ennek átépítésével hozta létre az általa alapított kolostorok és templomok sorában az utolsót, a ma is ismert gračanicai kolostortemplomot. A déli oldalkápolna nyugati falán fennmaradt a templom 1321-re keltezett alapítólevelének másolata, amely szintén említést tesz az addigra romos püspöki templomról. II. Danilo érsek kortársi krónikája szerint II. István Uroš a szeplőtelen fogantatásnak, későbbi források alapján viszont Mária elszenderülésének szenteltette a templomot. Az eredeti, 14. századi épületegyüttes a kolostortemplom mellett magában foglalta a püspöki palotát, a refektóriumot és a dormitóriumot, de ezek egyike sem maradt fenn.
A templom külső előcsarnokát, az exonarthexet néhány évtizeddel a templom elkészülte után építették, feltehetőleg azért, hogy a nyugati főhomlokzat freskóinak az időjárás viszontagságai ellen védelmet nyújtsanak. Pontos építési ideje nem ismert, csak annyit lehet tudni, hogy Gračanica 1379 és 1383 közötti oszmán betöréseinek idejére már elkészült, a törökök támadásairól szóló feljegyzések ugyanis említik az exonarthex megsérülését, valamint azt, hogy a templom tornya és az ott őrzött kéziratok a tűz martalékaivá váltak. Szimeon metropolita 1383 után helyreállíttatta a templomot, amely az 1402-ben a közelben vívott, Brankovics György és Lazarevics István despoták közötti rigómezei csata során ismét megrongálódott. Novo Brdo 1455. évi oszmán kézre kerülését követően az épület újból jelentős károkat szenvedett, és az akkori metropolita, Benedikt Crepović székhelyét ideiglenesen a vraćevšnicai kolostorba helyezte át. A kolostor vallási és kulturális jelentőségét Nikanor metropolita idejében (1528–1555?) nyerte vissza, aki 1539-ben nyomdát létesített a kolostorban, a szerb nyelvterület egyik első könyvnyomtató műhelyét, valamint nevéhez fűződik a templom első ikonosztázának elkészíttetése is. Makarije Sokolović peći pátriárka (1557–1574) nagy figyelmet fordított a gračanicai kolostorra, az ő idejében került sor a kétoldalt addig nyitott exonarthex felfalazására, a templombelsőt díszítő freskók 1570 szeptemberére befejezett felújítására és az exonarthex freskóinak megfestésére is. Pajsije Janjevac pátriárkasága alatt (1614–1647) a templom új ólomtetőt kapott, 1620-ban pedig az ikonosztáz feszülete is elkészült. Miután az 1683-ban kitört oszmán–német-római háború során a szerbek a Habsburg Birodalmat támogatták, a törökök retorzióitól tartva az 1690-es években megindult a szerbek kivándorlása. Ennek egyik következményeként Gračanica jelentőségét veszítette, az ólomtetőt és a padló kőlapjait a környék lakossága építkezéseikhez felhasználták. Egyes források szerint ebben az időszakban mecsetként hasznosították az épületet.
A 19. század végétől a mindenkor szerb, majd jugoszláv kormányok súlyt helyeztek a gračanicai kolostor renoválására és vallási jelentőségének újbóli felvirágoztatására. A második világháborút követő titóista kormányzat elsősorban a kolostor muzeális és művelődéstörténeti értékeit hangsúlyozta, és nem támogatta a falak között folyó szerzetesi tevékenységet. A szerzetesek egykori refektóriumába a kommunista pártiskolát költöztették be, a kolostor területén helyezték el a gračanicai rendvédelmi és katonai alakulatokat, a templom előcsarnoka pedig építési anyagok raktárja lett. A Gračanicában szolgálatot ellátó mintegy húsz szerzetesnő elhelyezésére mindössze két helyiséget jelöltek ki. A szerzetesi közösség élére 1955-ben kinevezett Tatjana apátnő érkezésével fordulat állt be a kolostor szerzetesi életében. Az 1957 és 1964 között folyó felújítási munkálatok során helyreállították a templom korhű megjelenését, az 1960-as évek közepére a pártiskolát és a karhatalmi erőket is kitelepítették a kolostor területéről. A szerzetesi közösség munkája azóta töretlen: a templom, a kolostori zöldséges- és szőlőskert, a méhészet gondozása mellett a szerzetesnők a hívők lelki gondozásával és egészségügyi ellátásával, a látogatók kalauzolásával, kegytárgykészítéssel és kötéssel foglalkoznak. Tatjana nővér (Мати Татјана) 1990-ben bekövetkezett halála után Eufrosina nővér vette át a közösség irányítását.
Az 1998–1999-es koszovói háború idején a kolostor néhány épülete károkat szenvedett, a béke beálltát követően pedig a koszovói szerv kisebbségre nehezedő politikai és társadalmi nyomással kellett szembenézniük. A Raška–prizreni egyházmegye vezetése ideiglenesen Prizren elhagyására kényszerült, és a továbbra is szerb többségű Gračanicába helyezték át az eparkhia központját, ezzel a kisváros a koszovói szerbség szimbolikus központja lett. A 2004. március 17-én kitört szerbellenes pogromok során a gračanicai kolostor nyújtott menedéket a Koszovó más részeiből menekülő szerbeknek.

## Leírása

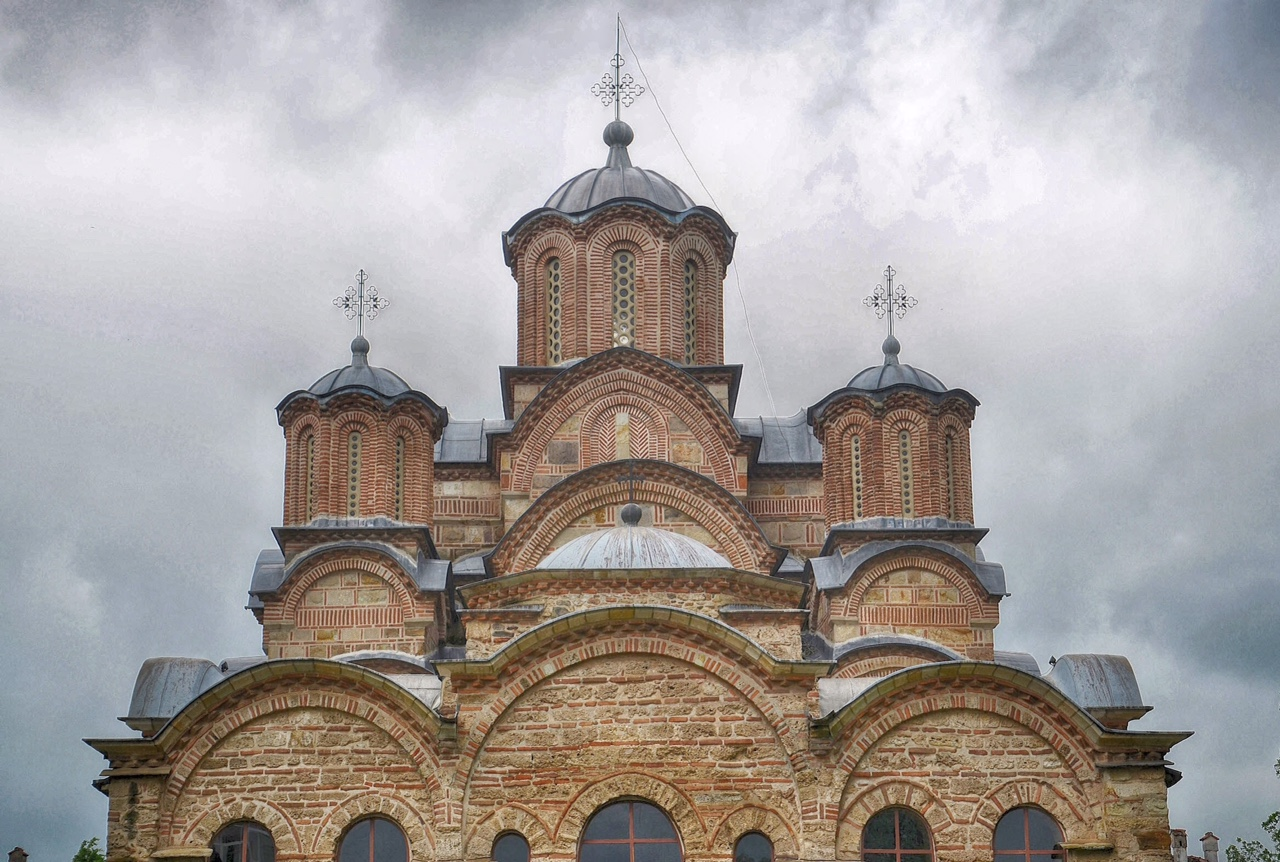
A kolostortemplom tetőszerkezetének architektonikája nyugat felől

A gračanicai kolostortemplom építészeti és képzőművészeti szempontból egyaránt kiemelkedő emlékhelye a középkori szerb területek késő bizánci egyházművészetének. A Gračanicára vonatkozó művészettörténeti kutatások a 19. század második felében indultak meg, és 1988-ban megszületett a helyszínt átfogóan bemutató első, kétkötetes monográfia is (Branislav Todić – Slobodan Jurčić: Gračanica: I. Slikarstvo / II. Istorija i arkitektura, Beograd, 1988).

### Építészete
A kolostortemplom falazata habarccsal összekötött kő- és téglasorokból áll. A felváltva vízszintesen és függőlegesen elhelyezett tégladarabok díszítőfunkciója (az ún. cloisonné-technika) mellett sajátos megjelenést kölcsönöz az épületnek az okker színezetű kősorok, a melegebb színű téglák és a kékesszürke héjazat színes elegye. A kereszt alaprajzú templom főbb szerkezeti egységei a központi elhelyezkedésű és a főkupolával megkoronázott, négyzetes hajó, amelyet az épület tengelyében keletről a félkör záródású szentély, nyugatról pedig a négyszög alaprajzú, a hajóra merőleges előcsarnok (narthex) zár le. A narthex felett helyezték el a katekumenek tartózkodási helyéül szolgáló karzatot. A narthex–hajó–szentély alkotta, 13,5×15,5 méteres teret hosszanti oldalain két-két, kisebb kupolákkal lezárt oldalkápolna (paraklészion) keretezi, a nyugati oldalról pedig egy külső előcsarnok (exonarthex) zárja le. Az exonarthex kialakítása a középkori szerb templomépítészet egyik kiemelkedő példája. Nyugati homlokzata voltaképpen három, eltérő magasságú és ívközű boltívet magában foglaló árkád, amelyen hét, szintén eltérő magasságú és szélességű, félköríves vezérgörbéjű oszlopköz nyílik.
Az épület külső szerkezeti elemei – az egy-, két- és háromosztatú ablaknyílások vagy az eltérő magasságú és arányú boltozatok váltakozása, a főkupolát négy oldalról szegélyező kisebb tornyok kupolái – sajátos, a gótikára jellemző architektonikai ritmust adnak az épületnek, az égbe törekvés dinamikai képzetét keltik. Az ég felé törekvés a templombelső épületszerkezeti kialakításában is tetten érhető. A 20 méteres magasságban levő központi kupola természetes fénnyel megvilágított dobja négy, egyenként 14 méter magas oszlopra támaszkodik. Az exonarthexet a templom központi terétől elválasztó portikusz, akárcsak a tető héjazata a 19. századra keltezhető.

### Freskói

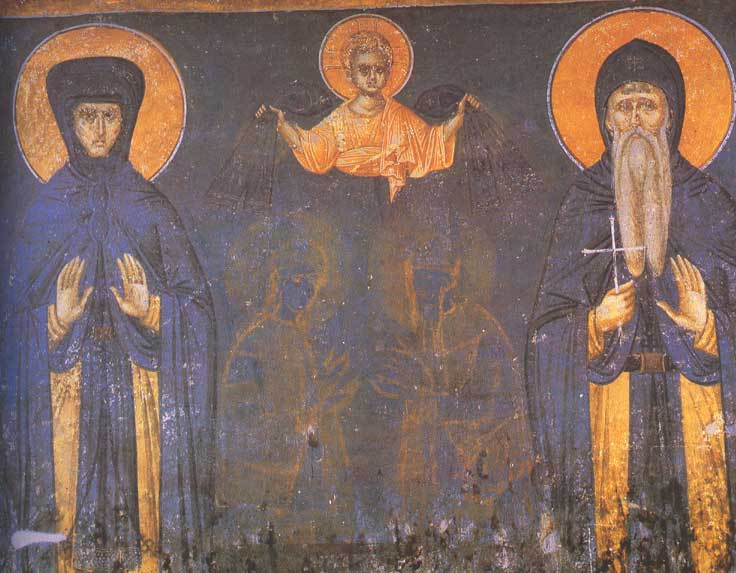
Ilona királyné és II. István Uroš monasztikus portréja

A járószinthez közeli, alacsonyan fekvő falfelületekre geometrikus márványmintázatot és díszes zászlókat festettek, de ezeken kívül a gračanicai kolostortemplom belső falfelületének, tartóoszlopainak és egyéb épületszerkezeti elemeinek csaknem 100%-át freskók borítják. Legtöbbjüket az 1318 és 1321 közötti években készítették, ez alól Ilona királyné és II. István Uroš későbbi keltezésű, Brankovics György despota 1429-es ábrázolása, valamint az exonarthexben az 1570-es felújítás idején készült képek alkotnak kivételt. Az eredeti, 14. század eleji freskók a II. István Uroš udvarához tartozó festők keze munkáját dicsérik, közül két, Szalonikiben tanult mester névről is ismert: Mihajlo és Evtihije. A keletkezésük óta eltelt századokban a festményeknek csupán elenyésző része pusztult el vagy rongálódott meg, a 2010-es években pedig megindult átfogó restaurálásuk is.
A falakat borító, színgazdag freskók és freskóciklusok tematikáját nagyon gondosan választották meg: a bibliai jeleneteket és a teológiai tanításokat ábrázoló, helyenként allegorikus festmények mellett történelmi jellegű képek is helyet kaptak, így például az építtető II. István Uroš király isteni eredetét példázó képsorok, a Nemanjić-dinasztia leszármazásának a krisztusi családfa ikonográfiáját idéző ábrázolása. Liturgikus szempontból a Krisztus kereszthalálától mennybemeneteléig ívelő időszak, a húsvét és a pünkösd közötti ünnepkör határozza meg a freskóciklusok nagy részének tematikáját. Legyen bibliai jelenet vagy valamely szentként tisztelt alak ábrázolása, a képeket jellemzően korabeli óegyházi szláv nyelvű magyarázószövegek kísérik, de himnusz- és énektöredékeket, Szír Szent Efrém, Aranyszájú Szent János vagy Damaszkuszi Szent János prédikációit is fellelni a feliratok között.
A szentély freskói
A szentély apszisának felső részén a keruboktól körbevett Krisztus Emmánuel – az apokrif hagyományú ifjú, szakálltalan Jézus – látható a mennybéli liturgiát bemutató csillagos égbolt szalagjával, alatta az Istenszülő, Mihály és Gábriel arkangyalok hármasának ábrázolása. Legalul az apostolok áldozása, valamint Nagy Szent Vazul és Aranyszájú Szent János liturgiája látható. Az egyik kőfülkében Szűz Mária elszenderülésének jelentősen megkárosodott ábrázolása kapott helyet, az apszis boltívein pedig a Szűz életének egyes, apokrif iratokból ismert jeleneteit festették meg: Mária szülei, Joachim és Anna; Joachim és Anna áldozati felajánlásának elutasítása; visszatérésük a jeruzsálemi templomszentelésről; a gyermekük fogantatását hírül hozó angyali jelenés; a megszületett Mária bemutatása a templomban; Mária és József találkozása; József szemrehányása a gyermeket szülő Máriának; Mária szüzességének vízpróbája a templomban. A Mária-ciklus képei közé egyes ótestamentumi jelenetek ábrázolása is bekerült (Ábrahám vendégszeretete, Ábrahám és a három angyal, Ábrahám áldozata, Gedeon gyapja, a gyülekezeti sátor, az isteni bölcsesség temploma), hangsúlyozandó az Istennel való szövetség folyamatosságát az ótestamentumi Ábrahám ősatyától az Istenszülőig.
A hajó freskói

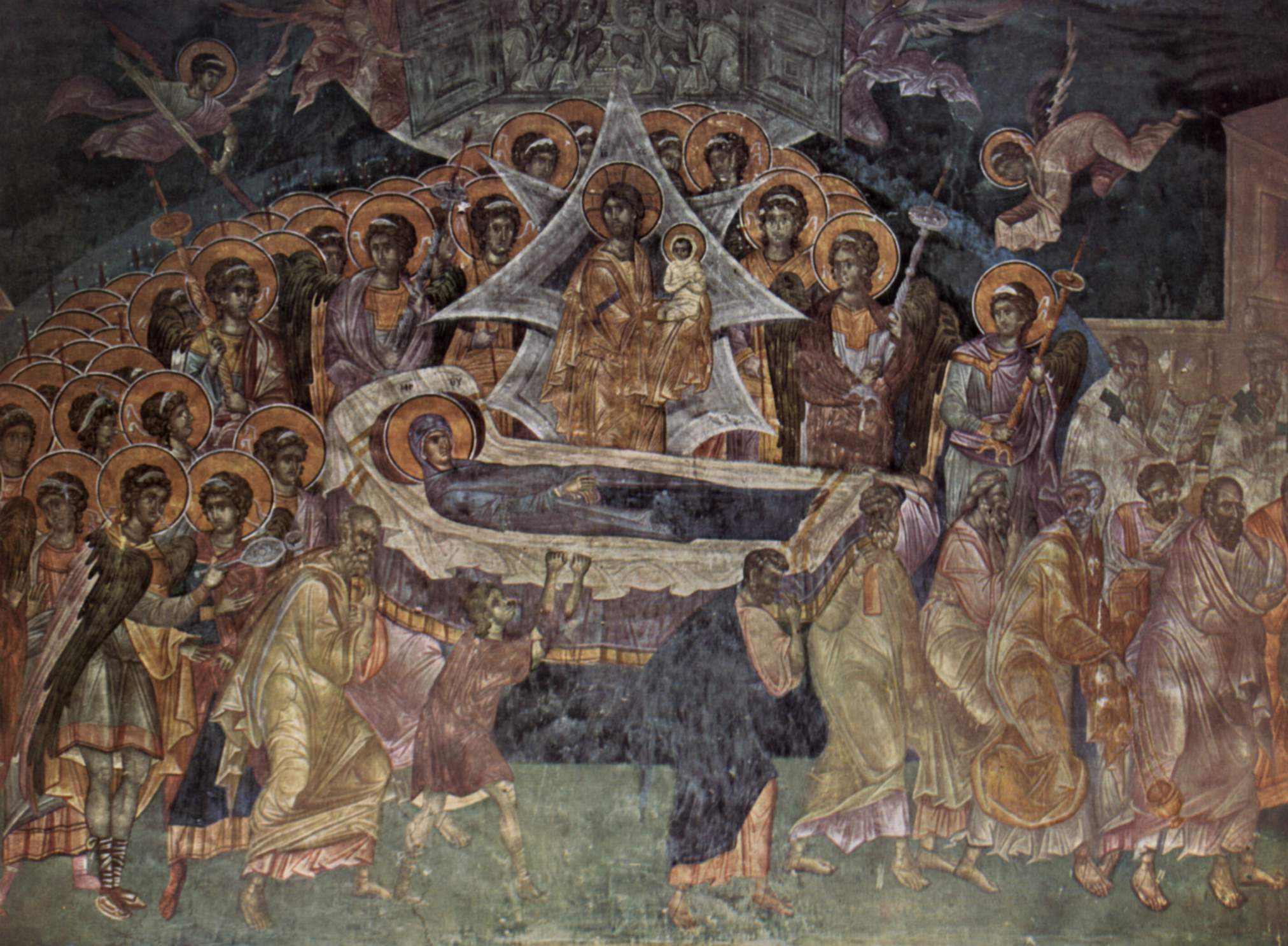
Az Istenszülő sírbatétele

A templom legprominensebb helyéről, a főkupola boltozatáról Krisztus Pantokrátor alakja tekint az épület belsejébe, körülötte a mennyei istentisztelet angyali kara látható. A kupoladob ablakközeiben próféták, a kupola csegelyeiben az evangélisták portréit festették meg. A hajó fő boltozatán az ortodox egyház nagy ünnepeinek jelenetei sorakoznak: a szeplőtelen fogantatás, Jézus születése és megkeresztelése, bevonulása Jeruzsálembe, kereszthalála és színeváltozása, majd a Szentlélek kiáradása. A hajó keleti falán Krisztus pokolraszállása, nyugati falán pedig az Istenszülő elszenderülése látható. Az északi falfelületeken Krisztus tanításait és példabeszédeit felsorakoztató freskók kaptak helyet: Márta és Mária házában, hegyi beszéd, a házasságtörő asszony, a kufárok kiűzése a templomból, Krisztus az apostolokkal, példabeszéd a gyermekekről stb. A déli falon Krisztus halálának és siratásának egyes epizódjai láthatók: az utolsó vacsora, a Gecsemáné-kert, Júdás árulása, Krisztus Kajafás, Annás és Pilátus előtt, Péter megtagadja mesterét, a keresztút, Jézus keresztre feszítése, siratása majd sírbatétele. Ezeket egészíti ki néhány, a Krisztus halálát követő újszövetségi jelenet: Mária Magdolna a feltámadt Krisztussal („Noli me tangere”), az apostolok hírül veszik mesterük feltámadását, az emmauszi vacsora és az emmauszi tanítványok, Krisztus sült halat és lépes mézet eszik, csodatétele Tiberiás tavánál, Tamás kétkedése, Krisztus mennybemenetele az Olajfák hegyén. A bibliai jeleneteken túlmenően az északi falon az ortodox egyház néhány későbbi szentjének portréja, a déli falon pedig Szent Konstantin és Szent Ilona, valamint Szent Száva alakja látható.
A templom központi részének bejárati boltívén látható az építtető II. István Uroš, kezében a kolostortemplom makettjával, amint az angyalok hozzák neki az égből a koronát és a királyi jelvényeket, jobbján királyi hitvese, Simonida alakja látható. Ez az ábrázolás egy hosszú hagyományt tört meg, addig ugyanis szerb nyelvterületen is csak a bizánci császárt ábrázolták isteni eredetű hatalommal bíró autokratikus uralkodóként.
Az oldalkápolnák freskói
A déli oldalkápolnák jelentősebb freskói az angyali üdvözlet, Mária Erzsébet házában, menekülés Egyiptomba jeleneteit, valamint a hollók által táplált Illés prófétát ábrázolják. A nyugati falon látható a kolostor 53 soros, 1321-re keltezett alapítólevelének másolata. Ugyanitt található I. Péter alexandriai püspök látomásának kompozíciója, valamint Brankovics György szerb despota 1429-ben készült portréja. Az északi kápolnák freskói elsősorban Szent Miklós életének egyes jeleneteit ábrázolják (püspökké szentelése, Szent Eulália jelenése, a három ifjú megmentése a haláltól), egy részük némileg károsodott. A kápolna apszisának falát Keresztelő János monumentális alakja uralja. Az oldalkápolnák kupoláiban a négy evangélista portréja kapott helyet: az északnyugatiban Máté, a délnyugatiban Márk, a délkeletiben János, az északkeletiben pedig Lukács látható.
A narthex freskói

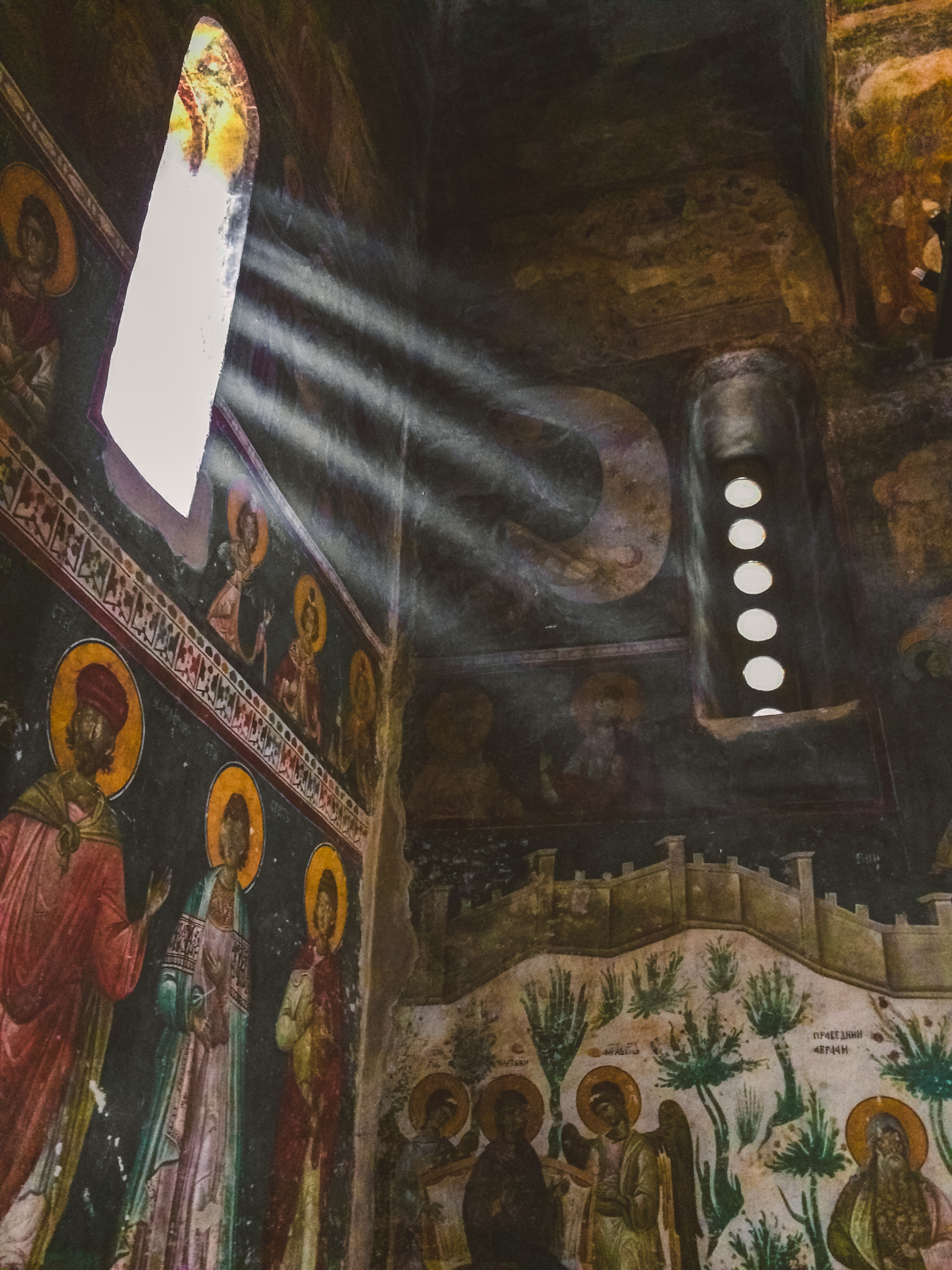
A narthex délnyugati szeglete, jobboldalt az Édenkert ábrázolásával

A templom előcsarnokát borító falfestmények nagy része a végítélet képi megfogalmazása. A nyugati falon Isten keze mint főmotívum körül Krisztus második eljövetelét, az Istenszülő és Keresztelő János alakját, a Krisztus lábából előtörő tűzfolyamot a kárhozatra ítélt és a pokolban szenvedő lelkekkel festették meg. Ennek ellentételezéséül a nyugati fal déli oldalán az Édenkert ábrázolása kapott helyet az Istenszülő, Ábrahám próféta és a szent latrok egyikének alakjával. A fal mellékábrázolásai között található két, az ortodox templomfestészetben egyébként ritka jelenet: a jámbor Jób áldozata és a Baál-kultusz papjainak Illés próféta általi lemészároltatása.
Az exonarthex freskói
A templom külső előcsarnoka kései építészeti fejlemény: nyitott árkádja az 1380-as évekre épült fel, teljes felfalazására pedig csak 1570-ben került sor. Freskóinak nagy része is ekkor, a 16. század utolsó harmadában készült, de a boltívek 14–16. század között keletkezett festményeinek egy része is túlélte az évszázadokat. Ez utóbbiak közül említésre méltó a Krisztus keresztségének, egy egyetemes zsinatnak, valamint az akathiszt liturgiájának 14–15. századi ábrázolása. Későbbi fejlemény az orosz egyházi festészet ikonográfiájával rokonságot mutató két jelenet: Jézus sírjának és Szűz Mária halotti leplének ábrázolása. Az exonarthex 16. század végi freskói alapvetően két téma köré csoportosulnak: egyfelől az Istenszülő liturgikus ünneplésének jeleneteit ábrázolják, másfelől pedig seregszemleszerűen megidézik a szerb egyház érsekeinek és pátriárkáinak Szent Szávától Makarije Sokolovićig ívelő sorát. Az exonarthex délnyugati szegletében Gračanica egykori metropolitája, Dionisije halálát ábrázoló kompozíció látható, akinek ravatalát egyházi méltóságok és szentek számottevő csoportja fogja közre.

### Kincstára
A kolostor egykor gazdag kincstárának nagy része az évszázadok során megsemmisült. Az 1379 és 1383 közötti oszmán betörések során a kéziratok nagy része a tűz martalékává vált, ahogy a II. István Uroš idejéből származó ikonok is megsemmisültek. Az ebből az időszakból fennmaradt legértékesebb klenódiumok közé tartozik II. István Uroš 14. századi halotti leple (epitaphion), a Nikanor metropolita idejéből (1528–1555?) származó, a mennyei trónuson ülő Krisztust ábrázoló monumentális, 188×147 centiméteres ikon, valamint a kolostor nyomdájából 1539-ben kikerült, a liturgiák zenei hangrendszerét több kötetben tárgyaló oktoéchosz töredékes ősnyomtatványa.